# Massacre de Ezeiza
O Massacre de Ezeiza foi um enfrentamento entre organizações armadas peronistas. Em 20 de junho de 1973, com a volta definitiva à Argentina de Juan Domingo Perón após 18 anos de exílio, a esquerdista Montoneros e a direitista sindical CGT se enfrentaram pelo controle do palco de honra.
Estimativas feitas por parte da imprensa estimam que o conflito produziu 13 mortos e 365 feridos, o que nunca pôde ser confirmado visto a ausência de investigação oficial sobre o episódio.